# Tošija
Tošija (* 31. března 1977) je japonský hudebník, basista metalové skupiny Dir en grey. Je ve skupině od jejího založení v roce 1997, ale jako jediný člen nebyl součástí předchozí skupiny La:Sadie's. Oproti jeho spoluhráčům Tošija napsal méně písní např.: „Erode" a „Bottom of the Death Valley". Jeho písně mají tendenci více basové tendence.

## Vybavení
Ze začátků skupiny Tošija používal Killer Guitars. Později Kumovi až přešel ke svému signature modelu – the Beelze, který je podobný obrácené verzi typického Rickenbackera. Jeho signature modely mají a hlavě částí písní, místo typického Killer loga. Třetí model, který používal se nazýval 3epo.
Nyní je pod ESP, která mu poskytuje většinu jeho bas, trsátek a popruhů. Nejvíce používá P-bass styl a Lakland 5-strunku, použitou v „Obscure". Používal jeho signature basu se jménem RU-Drive, která kopíruje Gibson RD tělo. Nyní má dvě custom basy s 00 a 01 napsanými na hlavě.
Repliky Beelze série, byly dostupné skrz Killer, který stále nabízí non-signature verzi, pod jménem Simmony. ESP nabízí repliky 22-pražcové RU-Drive, jak ESP tak Edwards sérii.

### Baskytary
| Značka         | Model             | Poznámky |
| -------------- | ----------------- | --- |
| ESP Guitars    | D-TT <TRICK STAR> | Tošijova nynější basa od ESP. Je 889mm dlouhá. Je delší, než RU-drive série, která má jen 864mm. |
| ESP Guitars    | D-TR-290 RU-Drive | Tošijův signature model od ESP. Basa je vyrobena v alternativním provedení bílé a černé, jako the Beelze, ale s více pražci. Tento model měl být původně RD typ. Nyní obsahuje suburst, jako originální Gibson RD.                 |
| ESP Guitars    | D-TR Prototype    | Předchůdce RU-Drive série. Obsahuje modifikované levostranné P-bass tělo a má stejnou hlav jako RU-Drive modely, obsahuje Tošijovo custom ESP logo. Může být viděno na DVD „The Code of Vulgar[ism]" během „Child Prey".           |
| ESP Guitars    | Halibut - ash     | Později nahrazena Lakland Bass. Standardní pětistrunka. |
| Seymour Duncan | DP-100 RSV        | Polepená nalépkami a elektrickou páskou. Později nahrazena ESP Prototype. |
| Lakland        | 55-94 Classic     | Alternativní modely, buď černé nebo bílé.. |
| Gibson         | Flying V          | Má bílé tělo s bílým pickguardem. |
| Killer         | Beelze            | Tošijova signature Killer basa. Bylo použito mnoho modelů s černým nebo bílým tělem. Jedna může být viděna rozbitá ve Ware photoknize.                                                                                             |
| Killer         | 3epo              | Custom basa designovaná Tošijou s biomechanickým stylem. Tělo vypadá, že je plazem nebo hmyzem. Je primárně nachová s detaily v bílé. Kytara může být viděna v 1999.12.18. Osakajo Hall a v „Myaku" videoklipu na Kimon kompilaci. |
| Killer         | Vulture           | Alternativní model s průhledným modrým tělem nebo matným černým tělem. |
| Killer         | Eve               | Použito mnoho verzí. |
| Killer         | Stone Blue        | žádné |
| Rickenbacker   | 4003              | Má rudé tělo s pickguardem. |
| Fender         | J-bass            | Má sunburst tělo. |

### Snímače a další vybavení
- Ampeg SVT-2 Pro Bass Amp
- Ampeg SVT-810E Bass Cabinet
- Eden WP100 Navigator Bass Preamp
- Eden 2x Eden D810RP Bass Cabinets
- Seymour Duncan SJB-1n a neck and SJB-1b at bridge on older RU-Drive basses
- ESP Custom Lab Jazz Pickups on green-burst RU Drive
- ESP custom-printed picks
- ESP Dir En Grey series guitar strap